# Ángela Acuña Braun
Ángela Adela Acuña Braun (Cartago, 2 de octubre de 1888-San José, 10 de octubre de 1983) fue una abogada costarricense, primera mujer jurista centroamericana. También fue feminista y sufragista, trabajó muchos años en favor del voto de las mujeres y por la revisión de los códigos civiles para la protección infantil.
Fue la delegada costarricense a la Comisión Interamericana de Mujeres durante trece años, fundó la Liga Feminista Costarricense y la división costarricense de la Unión de Mujeres Americanas. Se especializó en Derecho internacional de los derechos humanos y en protección de mujeres y niños. Realizó numerosos estudios sobre la ley y sus implicaciones para las mujeres y las personas jóvenes. Fue delegada a la Comisión Interamericana de Derechos Humanos durante doce años. Si bien la mayoría de sus escritos fueron sobre asuntos legales, trabajó durante dos décadas en una enciclopedia sobre mujeres costarricenses.

## Biografía
Acuña Braun nació en Cartago, el 2 de octubre de 1888, hija de Ramón Acuña Corrales y Adela Braun Bonilla. Cursó sus estudios primarios en la Escuela Superior de Niñas Nº 2, actual Escuela Julia Lang Aguilar, y los secundarios en el Colegio Superior de Señoritas entre 1901 y 1905. 
En 1906, Acuña estudió en Francia e Inglaterra, donde estuvo expuesta al movimiento sufragista de Europa. Regresó a Costa Rica en 1912, con el propósito de continuar con su educación, pero le fue negado el ingreso a la universidad. Ese año, ingresó al Liceo de Costa Rica, siendo la única estudiante mujer, pues el Colegio Superior de Señoritas no emitía el título de Bachiller en Humanidades, necesario para ingresar a la universidad. Comenzó a publicar artículos en revistas y diarios, a veces utilizando un seudónimo, agitando a favor de la igualdad para las mujeres. Después de un año de estudios,  se le permitió ingresar a la Escuela de Derecho y tres años más tarde,  se graduó con honores. Fundó la primera revista femenina "El Fígaro" y el primer periódico "Mujer y hoy". Desde esos medios difundió sus ideas feministas. El 1916 Acuña logró que el Congreso Constitucional corrigiera el artículo 12 de la Ley Orgánica de los Tribunales, para que las mujeres pudieran ejercer el notariado.
En 1919, Acuña se convirtió en la primera mujer en trabajar para el Ministerio de Educación.  Continuó escribiendo y dirigió una manifestación contra la administración del dictador Federico Tinoco Granados por violaciones a los derechos laborales. Algunas de las profesoras que se unieron a la huelga más tarde también se comprometieron con el movimiento sufragista, entre ellas: Matilde Carranza, Ana Rosa Chacón, Lilia González, Carmen Lyra, Victoria Madrigal, Vitalia Madrigal, Esther de Mezerville, María Ortiz, Teodora Ortiz, Éster Silva y Andrea Venegas. En 1923, la feminista mexicana Elena Arizmendi Mejía, que vivía en Nueva York y publicaba la revista Feminismo Internacional, invitó a las mujeres de todo el mundo para crear filiales de la Liga Internacional de Mujeres Ibéricas e Hispanoamericanas, el 12 de octubre de ese año. Como resultado, Acuña y otras mujeres, fundaron la Liga Feminista Costarricense (LFC), primera organización feminista en Costa Rica.
En 1924 inició una campaña para que los profesores recibieran igual pago, sin importar su género. En 1925, se convirtió en la primera mujer abogada en Costa Rica y en Centroamérica. Su tesis "Los derechos del niño en el Derecho Moderno" propició modificaciones en el Código Civil en materia de infancia. En 1926 pidiendo la Ley Orgánica de Notariado para ser reformado para dejar mujeres para introducir la profesión.

## Premio Ángela Acuña Braun en Costa Rica
El 11 de noviembre de 1983 se creó el Premio Nacional por la Igualdad y Equidad de Género Ángela Acuña Braun otorgado por el Instituto Nacional de la Mujer (INAMU) para informaciones transmitidas en medios radiofónicos y televisivos de cobertura nacional. El objeto de este premio es distinguir a aquellas personas que hayan realizado una investigación periodística o social y laboran en medios de comunicación colectiva, en institutos de investigación, en entidades públicas o privadas o de forma independiente, que fomentan una imagen de las mujeres libre de estereotipos y conceptos sexistas. Además se busca que la investigación realizada contribuya a erradicar la discriminación y la violencia contra las mujeres, así como promover el respeto a y fomentan la igualdad de oportunidades y derechos entre los géneros. 
De esta manera, se premian todas aquellas producciones que tienen un carácter investigativo y que permitan profundizar en el conocimiento de las diversas realidades de las mujeres que habitan en el país desde una perspectiva de género. El Premio se otorga al mejor trabajo periodístico investigativo o investigación social publicada. En el primer caso debe haber sido publicado en un medio de comunicación con cobertura nacional, regional e internacional, que sean producidos, emitidos o publicados en Costa Rica. En el segundo caso, la investigación tuvo que haber sido publicada por alguna editorial nacional, preferiblemente de carácter académico.

En el 2013, el premio fue sometido a una revisión y se generó un cambio, la entonces Presidenta de la República, Laura Chinchilla y el ministro de Cultura y Juventud y, la ministra de la Condición de la Mujer, mediante la creación del Decreto Ejecutivo 37948-C-CM, consolidaron este premio nacional con el propósito de otorgar distinción
"…a las personas autoras que realizan investigación periodística o social y laboran en medios de comunicación colectiva, en institutos de investigación, en entidades públicas o privadas o de forma independiente, que fomenten a través de sus investigaciones una imagen de las mujeres libre de patrones estereotipados, de comportamientos y prácticas sociales y culturales basadas en conceptos sexistas de inferioridad o subordinación, que contribuyan a erradicar la discriminación y la violencia contra las mujeres en todas sus formas, así como promover el respeto a su dignidad y fomenten la igualdad de oportunidades y derechos entre los géneros". (Artículo 1, Decreto Ejecutivo Nº37948-C-CM)
El premio consiste en la entrega de un reconocimiento económico al trabajo que, por su investigación y profundización sobre el tema, contribuya a una mejor comprensión de las condiciones que presentan las mujeres o aporte a la equidad e igualdad de género (Decreto Ejecutivo N. 37948-C-CM).
Otras mujeres que han abierto camino en Costa Rica pueden ser consultadas en Mujeres sobresalientes en Costa Rica